# Richard Foster Flint
Richard Foster Flint (født 1. marts 1902, død 6. juni 1976) var en amerikansk geolog.

## Biografi
R.F. Flint blev født i Chicago d. 1. marts 1902 og døde d. 6. juni 1976 i New Haven, Connecticut .
Flint blev uddannet fra University of Chicago og fik sin ph.d. i geologi fra University of California i 1925. Derefter tiltrådte han som medlem af fakultetet på Yale, hvor han i 1945 blev professor.
Flint er især anerkendt for sin fremtrædende rolle inden for kvatærgeologien ved hans omfattende studie af gletsjernes påvirkning af landskabet i det nordøstlige Amerika.
Flint udførte også forskning i den amerikanske stat Washington for at forstå den sidste istids påvirkning i det nordvestlige Amerika og fik en del opmærksomhed for hans opposition til 'Missoula Floods'-hypotesen, oprindelig fremsat af den amerikanske geolog J Harlen Bretz (1882-1981). Flint fremlagde her et gennemarbejdet og velgennemtænkt modargument mod sådanne katastrofale oversvømmelser; en argumentation, der dog efterfølgende er blevet modbevist efter en lang række beviser.

## Udvalgte publikationer
- Outlines of Physical Geology, 1941
- Introduction to Geology, 1962
- Radiocarbon measurements, 1967
- Glacial Geology and the Pleistocene Epoch (Glacial and Pleistocene Geology), 1957
- Glacial and Quaternary Geology, 1971

## Anerkendelser
- I 1972 modtog Flint Prestwich-medaljen, en medalje, der blev tildelt af Geological Society of London, for hans betydelige bidrag i geologiens tjeneste. [3]